# 金沢科学技術大学校
金沢科学技術大学校（かなざわかがくぎじゅつだいがっこう）とは、石川県金沢市にある私立の工業専門課程2年制の専門学校。略称はKist（Kanazawa Institute of Science and Technology）。
開校は1987年（昭和62年）。科学技術専門学校グループのひとつとして設立された。石川県知事認可校。
2019年4月1日に金沢科学技術専門学校（かなざわかがくぎじゅつせんもんがっこう）から校名が変更された。
学都金沢の金沢駅近くにあり、交通の利便性は非常に良い。
入学資格は高等学校卒業以上。
2年制学科を卒業すると「専門士」の称号が与えられ、4年制大学への編入（多くは3年次）が可能となる。
また、担任と就職専任スタッフのダブル体制により、例年高い就職率を保っている。

## 学科
- 自動車工学科
  - 1級コース(4年制)　→　卒業後に1級小型自動車整備士受験資格（実技試験免除）　
  - 2級コース(2年制)　→　卒業後に2級自動車整備士受験資格（実技試験免除）
- 情報工学科（平成20年4月より情報システム学科から改名）
  - ソフトウェア開発コース
  - ITクリエイトコース
- ビジネスパソコン学科（1年制）
- 映像音響学科
- 電気エネルギー工学科（平成23年4月新設）→　卒業時に第二種電気工事士無試験申請
- 建築学科　→　卒業後に一級建築士受験資格（4年の実務経験により免許取得可）・二級建築士受験資格（実務経験免除）
  - 建築コース
  - インテリアデザインコース
- 家具クラフト学科

## 交通アクセス
- 北陸新幹線・IRいしかわ鉄道線 金沢駅より徒歩15分。
- 北鉄金沢バス鳴和・増泉線三社バス停下車徒歩3分。